# Leptodactylus cupreus
Espèce
Statut de conservation UICN

 DD  : Données insuffisantes
Leptodactylus cupreus est une espèce d'amphibiens de la famille des Leptodactylidae.

## Répartition
Cette espèce est endémique du Brésil. Elle se rencontre :
- dans l'État du Minas Gerais vers 1 227 m d'altitude dans la Serra do Brigadeiro dans la municipalité d'Ervália ;
- dans l'Espírito Santo vers 680 m d'altitude dans la municipalité de Santa Teresa.

## Étymologie
Son nom d'espèce, du latin, cupreus, « cuivré », lui a été donné en référence à la coloration de cette espèce.

## Publication originale
- Caramaschi, Feio & São-Pedro, 2008 : A new species of Leptodactylus Fitzinger (Anura, Leptodactylidae) from Serra do Brigadeiro, State of Minas Gerais, Southeastern Brazil. Zootaxa, no 1861, p. 44–54 (texte intégral).